# Wilhelm Trübner
Wilhelm Trübner (3 de febrero de 1851 - 21 de diciembre de 1917) fue un pintor realista alemán del círculo de Wilhelm Leibl.
Trübner nació en Heidelberg y tuvo una primera formación como orfebre. En 1867 conoció al pintor clasicista Anselm Feuerbach quien le animó a estudiar pintura, y comenzó a estudiar en Karlsruhe con Fedor Dietz. Al año siguiente estaba en la Academia de Bellas Artes de Múnich, donde quedó muy impresionado por una exposición internacional de cuadros de Leibl y Gustave Courbet. Courbet visitó Múnich en 1869, no sólo exponiendo su obra, sino demostrando su método de trabajo alla prima, rápidamente, del natural, en actuaciones públicas. Esto tuvo un impacto inmediato en muchos de los jóvenes artistas de la ciudad, quienes encontraron el enfoque de Courbet una vigorosa alternativa a la gastada tradición academicista.
Los primeros años de la década de los setenta fueron una etapa de descubrimiento para Trübner. Viajó a Italia, Holanda y Bélgica, y en París encontró el arte de Manet, cuya influencia puede verse en el estilo espontáneo aunque contenido, de los retratos y paisajes de Trübner. Durante este periodo también hizo amistad con Carl Schuch, Albert Lang y Hans Thoma, pintores alemanes que, como Trübner, grandemente admiraron el realismo nada sentimental de Wilhelm Leibl. Este grupo de artistas se hicieron conocidos como el «círculo de Leibl». 
Publicó escritos sobre teoría del arte en 1892 y 1898, que expresa sobre todo la idea de que «la belleza debe radicar en la propia pintura, no en el tema». Al instar al espectador a descubrir la belleza en los valores formales del cuadro, sus colores, proporciones, y superficie, Trübner anticipó una filosofía del «arte por el arte». En 1901 se unió a la recientemente formada Sezession de Berlín, en aquella época el foro alemán más importante para la exposición del arte de vanguardia. Desde 1903 hasta su muerte en 1917 fue profesor en la Academia de Arte de Karlsruhe, sirviendo igualmente como director desde 1904 a 1910. 
Los cuadros de Trübner están en muchas colecciones públicas, especialmente en Alemania, incluyendo la Antigua Galería Nacional de Berlín, Berlín y la Neue Pinakothek en Múnich.

## Galería

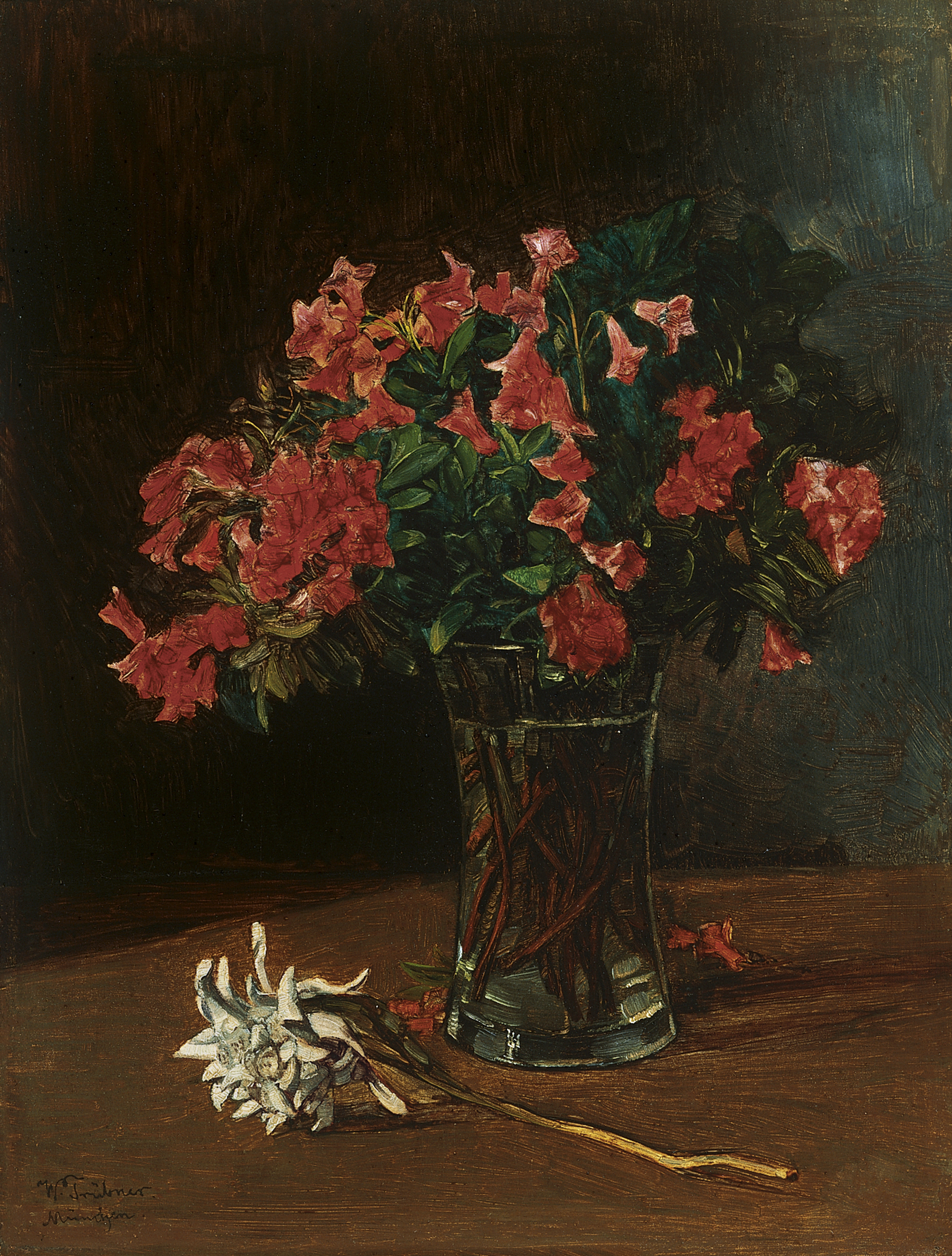
Florero, s.f. Museo Thyssen Bornemisza.
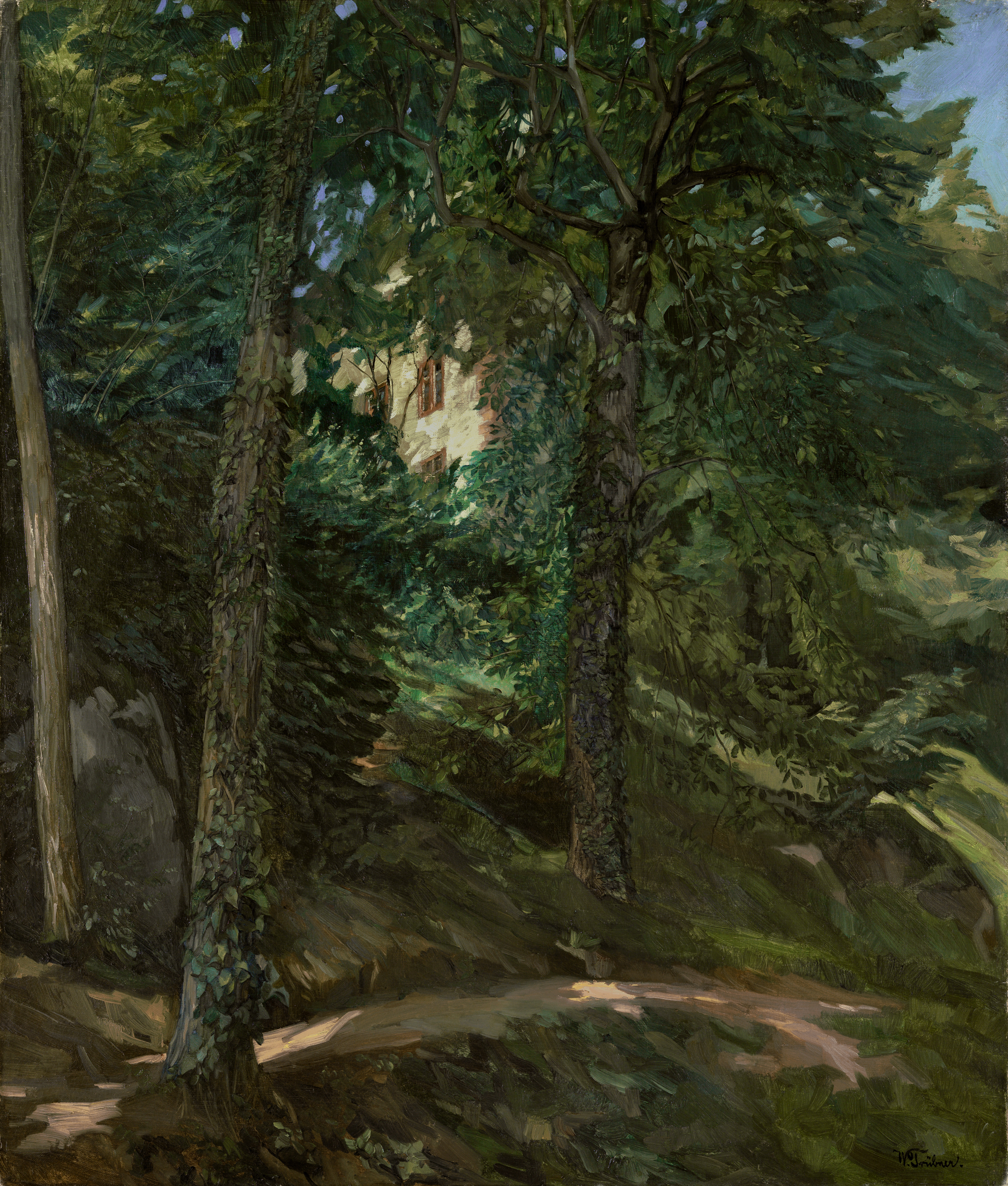
Parque del Palacio en Lichtenberg en el Odenwald, 1900. Colección Carmen Thyssen Bornemisza.
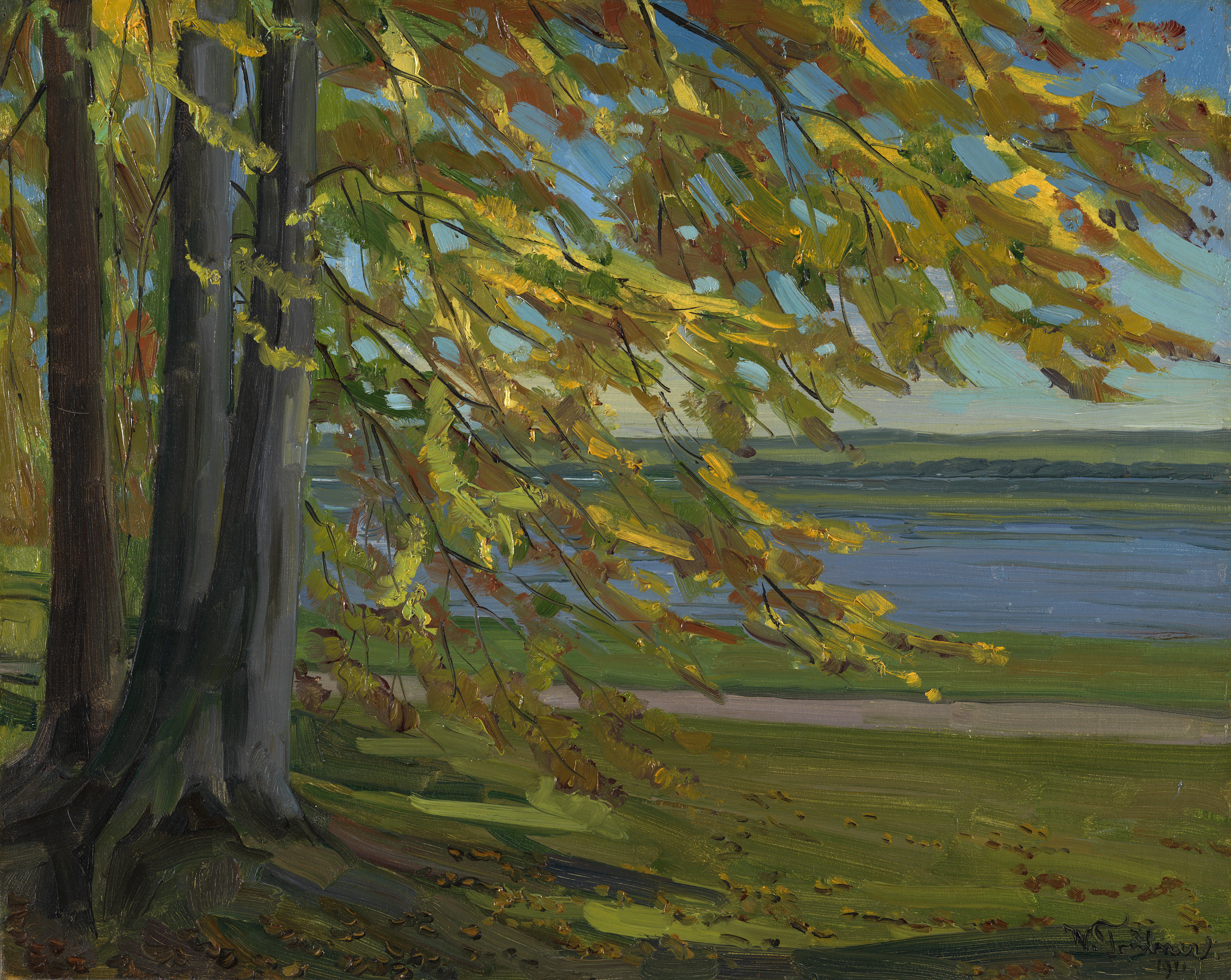
El lago de Starnberg, 1900. Colección Carmen Thyssen Bornemisza.
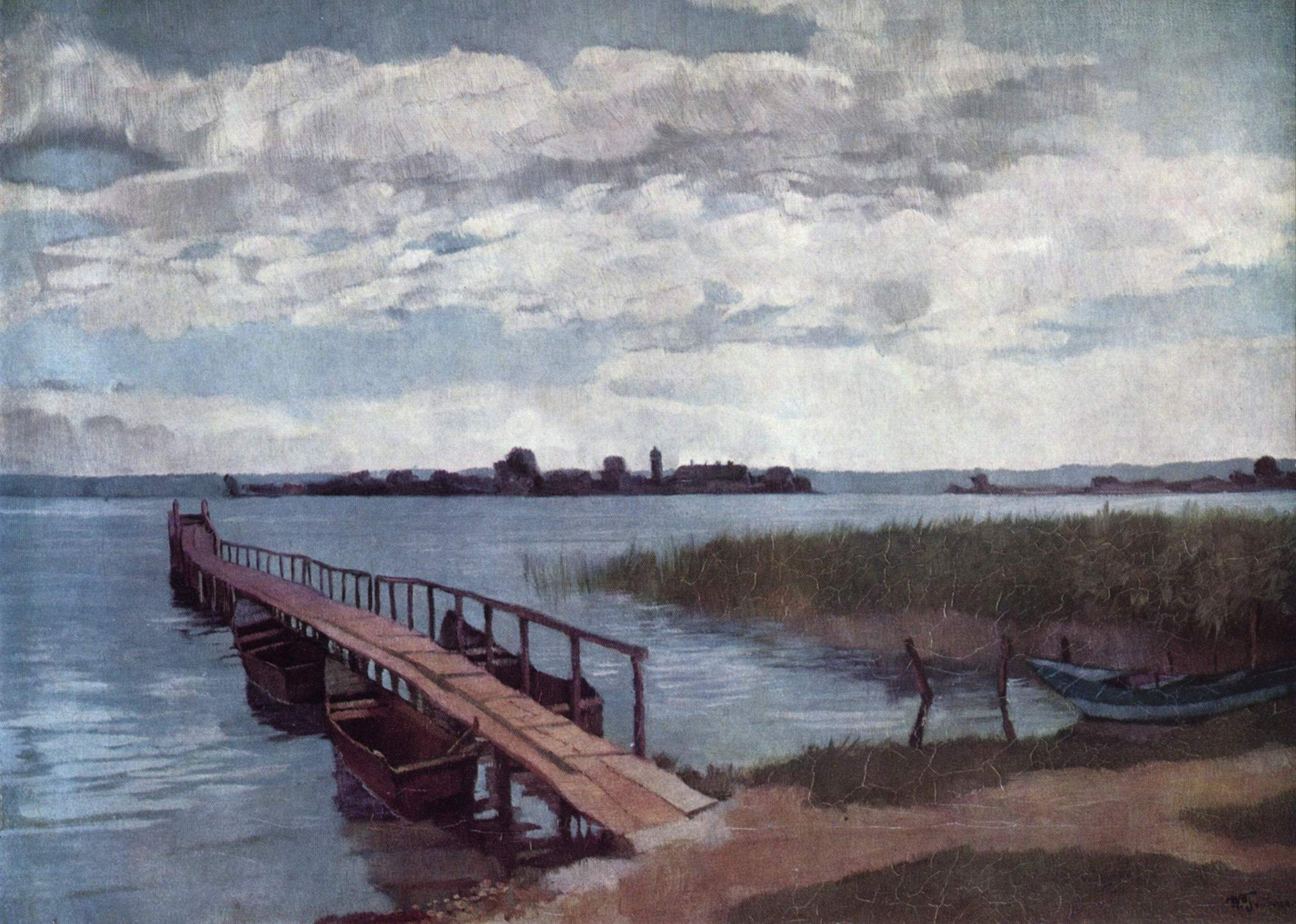
Bootssteg auf der Herreninsel im Chiemsee (Embarcadero en la isla de los caballeros, en el lago Chiemsee), 1874, óleo sobre lienzo, 41 × 56 cm, Kunsthalle de Karlsruhe.